# Noisy-le-Grand
Noisy-le-Grand és un municipi francès, situat al departament de Sena Saint-Denis i a la regió de l'Illa de França. L'any 2003 tenia 60.235 habitants.
Forma part del cantó de Noisy-le-Grand i del districte de Le Raincy. I des del 2016, de la divisió Grand Paris - Grand Est de la Metròpoli del Gran París.